# 해남 용정사
해남 용정사는 대한민국 전라남도 해남군 해남읍에 있다. 2010년 5월 26일 해남군의 향토문화유산 제16호로 지정되었다.

## 개요
용정사는 충무공 이순신을 도운 다섯 충신의 공적을 기르기 위한 사우로 숙종 38년(1712년)에 건립되었다. 건립당시에는 충무사로 창건되어 이순신을 모신 뒤 영조 16년(1740년) 류형을, 그뒤 정조 20년(1796년)에 이억기를 배향하면서 민충사로 개칭되었다. 순조 29년(1829년)에는 이유길, 이계년을 추배하면서 오충사로 하였으나 광복 후 용정사로 개칭된 뒤 현재에 이르고 있다.
1894년에 오충신 공적비를 세우면서 단이 설치 되었으며, 이후 1919년에 후손들에 의해서 삼문과 강당이 건립되었다. 현재는 음력 2월15일에 忠武公 이순신, 毅愍公 이억기, 參議公 이계년, 忠景公 류형, 忠毅公 이유길을 순위로 배향하고 있다.